# Amtsgericht Naugard
Das Amtsgericht Naugard war ein preußisches Amtsgericht mit Sitz in Naugard, Provinz Pommern.

## Geschichte
In Naugard bestand von 1849 bis 1879 das Kreisgericht Naugard. Das königlich preußische Amtsgericht Naugard wurde mit Wirkung zum 1. Oktober 1879 als eines von 14 Amtsgerichten im Bezirk des Landgerichtes Stargard im Bezirk des Oberlandesgerichtes Stettin gebildet. Der Sitz des Gerichtes war Naugard. Sein Gerichtsbezirk umfasste den Kreis Naugard ohne die Teile, die den Amtsgerichten Gollnow und Massow zugeordnet waren. Am Gericht bestanden 1880 zwei Richterstellen. Das Amtsgericht war damit ein mittelgroßes Amtsgericht im Landgerichtsbezirk.
Im Jahre 1945 wurden der größte Teil Pommerns, darunter der Sprengel des Amtsgerichtes Naugard, unter polnische Verwaltung gestellt und die deutschen Bewohner vertrieben. Damit endete die Geschichte des Amtsgerichts Naugard.